# Neosebastes occidentalis
Neosebastes occidentalis är en fiskart som beskrevs av Hiroyuki Motomura 2004. Neosebastes occidentalis ingår i släktet Neosebastes och familjen Neosebastidae. Inga underarter finns listade i Catalogue of Life.